# خداحافظ رفیق (مجموعه‌فیلم)
خداحافظ رفیق مجموعه‌فیلمی به کارگردانی و نویسندگی بهزاد بهزادپور ساختهٔ سال ۱۳۸۲ است. این مجموعه شامل سه اپیزود با نام‌های خداحافظ رفیق، یک لحظه رنگین‌کمان و گل شیشه‌ای است.